# Abgeordnetenhaus (Tschechoslowakei)
Das Abgeordnetenhaus (Poslanecká sněmovna) war von 1920 bis 1939 das Unterhaus des Parlaments der Ersten Tschechoslowakischen Republik mit Sitz in Prag. Neben der Abgeordnetenkammer bestand im bikameralen Parlament noch der Senat als erste Kammer.

## Vorgeschichte
Als Folge der Pariser Vorortverträge war 1918 die Tschechoslowakei aus Teilen von Österreich-Ungarn gebildet worden. Als vorläufiges Parlament hatte sich der Tschechoslowakische Nationalausschuss konstituiert, der am 29. Februar 1920 die Verfassung der Tschechoslowakischen Republik annahm.
Weitere Rechtsgrundlage der Wahl von Abgeordnetenhaus und Senat war das Gesetz vom 29. Februar 1920 mit einer Wahlordnung für das Abgeordnetenhaus.

## Wahlen
Die Wahl, zu der Männer und Frauen ab 30 Jahren das passive Wahlrecht hatten, wurde in 22 Wahlkreisen durchgeführt.
| Nr.   | Wahlkreis        | Nr.    | Wahlkreis       | Nr.  | Wahlkreis      | Nr.   | Wahlkreis      |
| ----- | ---------------- | ------ | --------------- | ---- | -------------- | ----- | -------------- |
| I.    | Prag             | II.    | Pardubice       | III. | Hradec Králové | IV.   | Mladá Boleslav |
| V.    | Česká Lípa       | VI.    | Louny           | VII. | Karlsbad       | VIII. | Plzeň          |
| IX.   | České Budějovice | X.     | Jihlava         | XI.  | Brno           | XII.  | Olomouc        |
| XIII. | Uherské Hradiště | XIV.   | Ostrava         | XV.  | Trnava         | XVI.  | Neuhäusel (?)  |
| XVII. | Martin           | XVIII. | Baňská Bystrica | XIX. | Liptov         | XX.   | Košice         |
| XXI.  | Prešov           | XXII.  | Uschhorod       |      |                |       |                |

Es wurden 300 Abgeordnete gewählt. Darunter waren auch Vertreter der deutschen Minderheit, die landesweit 24,1 % der Bevölkerung ausmachte, der Ungarn, Ruthenen und Polen.
| Wahltermin        | Legislaturperiode                    |
| ----------------- | ------------------------------------ |
| 18. April 1920    | 26. Mai 1920 bis 16. Oktober 1925    |
| 15. November 1925 | 17. Dezember 1925 bis 27. Juni 1929  |
| 27. August 1929   | 12. Dezember 1929 bis 12. April 1935 |
| 19. Mai 1935      | 18. Juni 1935 bis 16. März 1939      |

Gemäß dem Münchener Abkommen entfielen die Mandate der 67 Abgeordneten, die ihren Sitz in den an das Deutsche Reich abgetretenen Gebieten hatten, zum 30. Oktober 1938, sofern die Mandatsinhaber keine Tschechen, Slowaken oder Ruthenen waren. Am Ende bestand die Kammer noch aus 190 Abgeordneten.

## Wahlergebnisse der deutschen und ungarischen Parteien
Tschechoslowakische Abgeordnetenkammer 1920–1935 – Deutsche und ungarische Parteien
| Partei                                             | Mandate 1920 | Mandate 1925 | Mandate 1929 | Mandate 1935 | Stimmen 1935 |
| -------------------------------------------------- | ------------ | ------------ | ------------ | ------------ | ------------ |
| Sudetendeutsche Partei                             | -            | -            | -            | 44           | 1.256.010    |
| Deutsche Nationalpartei                            | -            | 10           | 7            | -            | -            |
| Deutsche Nationalsozialistische Arbeiterpartei     | 15           | 17           | 8            | -            | -            |
| Deutsche sozialdemokratische Arbeiterpartei        | 31           | 17           | 21           | 11           | 300.406      |
| Deutsche Christlich-Soziale Volkspartei            | 7            | 13           | 14           | 6            | 163.666      |
| Bund der Landwirte                                 | 11           | 24           | -            | 5            | 142.775      |
| Ungarische Parteien und sudetendeutscher Wahlblock | 9            | 4            | 9            | 9            | 292.847      |
| Vereinigte deutsche Parteien                       | 6            | -            | 16           | -            | -            |
| Total (aus 300 Mandate)                            | 79           | 85           | 75           | 75           |              |

- Ungarische Parteien und sudetendeutscher Wahlblock (1935)[1]: Deutsch-demokratische Freiheitspartei, Deutsche Gewerbepartei, Deutschnationale Partei, Sudetendeutsche Landbund, Deutsche Arbeiterpartei, Zipser deutsche Partei, Ungarische Christlichsoziale Partei, Ungarische Nationalpartei

## Nachgeschichte
Nach dem Zweiten Weltkrieg wurde eine parlamentarische Republik und 1948 dann eine Volksrepublik gebildet. Hier bestand ein Einkammerparlament. In Tschechien wurde 1993 erneut ein Abgeordnetenhaus geschaffen.

## Abgeordnete
In der Wikipedia vorhandene Personenartikel siehe Kategorie:Abgeordneter des Tschechoslowakischen Abgeordnetenhauses